# Fűbenjáró bűn
A Fűbenjáró bűn (eredeti címe: Saving Grace) 2000-es brit bűnügyi vígjáték, melyet Mark Rowdy és Craig Ferguson forgatókönyvéből Nigel Cole rendezett. A főbb szerepekben Brenda Blethyn, Craig Ferguson, Martin Clunes és Tchéky Karyo látható.
A filmhez készült két televíziós előzmény, Doc Martin (2001) és Doc Martin and the Legend of the Cloutie (2003) címmel. Ezt követte 2004-ben az ITV televíziós spin-off sorozata, a Doc Martin. A sorozat 10 évadot élt meg, 2022. október 26-án sugározták az utolsó részt. December 25-én egy karácsonyi különkiadás is elkészült hozzá.

## Cselekmény
Grace Trevethyn kényelmes életet él a közösségében. Nagy, 300 éves birtoka van, saját kertésze a skót Matthew Stewart személyében, és elismert orchideatermesztő, akit mindenki nagyra becsül. Sajnos a férje viszonyt folytat a londoni Honey Chambersszel. A hűtlen férj, aki meghalt (balesetnek álcázott öngyilkosságban), nem hagyott rá mást, csak nagy adósságokat. Jelzálogot vett fel a birtokára, hogy a pénzből finanszírozza a vállalkozását, de az üzlet rosszul ment. Most Grace 300 000 fonttal tartozik, aminek csak a havi kamatai 2000 fontot tesznek ki. A csekkek fedezetlenek, a számlák egyre csak gyűlnek, és az ingatlanát hamarosan elárverezik.
Matthew ennek megfelelően elveszíti kertészi állását. A férfi Nickyvel, a halásszal él együtt, és nagy álma, hogy a termesztett kenderén pénzt keressen. Csakhogy a növényei nem fejlődnek. Mivel Grace-t tartja a világ legjobb kertészének, megkéri, hogy gondoskodjon róluk. Grace azonnal felismeri, hogy megszűnnének a pénzgondjai, és elhatározza, hogy Matthew-val együtt titokban az üvegházában termesztik a kendert.
Miután a növények kivirágoztak, és Grace mintegy 20 kg marihuánát szüretel, már csak az a kérdés, hogy kinek adják el. A nő a rádióból értesül, hogy a családi farmjukon két férfit és egy nőt félmillió font értékű kábítószerrel fogott el a rendőrség, és 15 év börtönre ítélték őket. Grace egyúttal megtudja Nickytől hogy terhes, ezért Matthew nélkül Londonba megy. Grace azonban egyáltalán nem tud marihuánát árulni London utcáin. Inkább, miután alkoholba fojtja frusztrációját, letartóztatják. Néhai férje egykori szeretője, Honey Chambers elhozza a rendőrségről, és összehozza Vince drogdílerrel. De mivel az anyag minősége túl jó, a mennyisége pedig túl nagy, a francia dílerhez, Jacques Chevalier-hez irányítják.
Chevalier azonban egyszerre művelt és gyanakvó, ezért a csatlósa és Vince követi Grace-t a falujába, majd kitör a káosz. Grace-re nemcsak Quentin Rhodes, a bank képviselője vár, hanem a finom hölgyek társasága és a rendőrség is hamarosan felfedezi a lány bűnös tevékenységét. Gyorsan megpróbálja Matthew-val együtt megsemmisíteni az összes kendert, de a tűzben a jelenlévők belélegzik a marihuána füstjét, és beszívnak. A zavargások eseményére később "senki nem emlékszik".
Grace anyagi gondjait végül egy bestseller oldja meg, amiben leírja az egész történetet, és elnyeri érte az Újévi Könyvdíjat. A milliomos hölgyet Chevalier elveszi feleségül, és meghívják egy televíziós műsorba.

## Szereplők
| Szerep                 | Színész          | Magyar hang       |
| ---------------------- | ---------------- | ----------------- |
| Grace Trevethyn        | Brenda Blethyn   | Szabó Éva         |
| Matthew Stewart        | Craig Ferguson   | Schnell Ádám      |
| Dr. Martin Bamford     | Martin Clunes    | n.a               |
| Jacques Chevalier      | Tchéky Karyo     | Balázsi Gyula     |
| China MacFarlane       | Jamie Foreman    | n.a               |
| Vince                  | Bill Bailey      | n.a               |
| Nicky                  | Valerie Edmond   | Kiss Eszter       |
| Harvey                 | Tristan Sturrock | Galbenisz Tomasz  |
| Quentin Rhodes         | Clive Merrison   | Varga T. József   |
| Gerald Percy lelkész   | Leslie Phillips  | Rudas István      |
| Honey                  | Diana Quick      | Andresz Kati      |
| Margaret Sutton        | Phyllida Law     | n.a               |
| Diana Singer           | Linda Kerr Scott | n.a               |
| Mrs Hopkins            | Denise Coffey    | n.a               |
| Charlie                | Paul Brooke      | n.a               |
| Alfred Masely őrmester | Ken Campbell     | Dobránszky Zoltán |
| Melvyn                 | John Fortune     | Perlaki István    |

## Fogadtatás
A film vegyes fogadtatásra lelt a kritikusok körében. A Rotten Tomatoeson 63%-os minősítést kapott 89 vélemény alapján, az összefoglalója szerint: „A cselekmény és a viccek haloványak, de a Saving Grace-t (=Fűbenjáró bűn) valóban megmenti [saving] néhány elbűvölő alakítás, leginkább Brenda Blethyné.” A Chicago Tribuntől Michael Wilmington azt írja: „ [A film] két nagyszerű brit mérföldkővel rendelkezik: Brenda Blethyn bajnok színésznővel és a csodálatos, sziklás cornwalli tengerparttal. Mindez elég egy átmeneti mámorhoz.”
A MetaCriticen 62 pontot szerzett 32 vélemény alapján. Dana Stevens a The New York Timestól azt írja: „A tény, hogy angolok és idősebbek, nyilvánvalóan sikítóan viccesen hat azokra, akik a Horrorra akadva hasonló humorára felhúznák az orrukat.”
A Fűbenjáró bűn költségvetését a Box Office Mojo 10 millió dollárra becsüli, amit 28 milliós bevétellel egyenlített ki.
A film a független filmek neves eseményén, a Sundance Filmfesztiválon elnyerte a közönségdíjat, valamint egy BAFTA-díjra jelölték legjobb elsőfilmes kategóriában az 54. BAFTA-gálán. A női főszerepet játszó Brenda Blethynt pedig Golden Globe-díjra nominálták legjobb női főszereplő kategóriában az 58. Golden Globe-gálán.

## Fontosabb díjak és jelölések
| Esemény                | Díj              | Kategória                                                                         | Eredmény |
| ---------------------- | ---------------- | --------------------------------------------------------------------------------- | -------- |
| 54. BAFTA-gála         | BAFTA-díj        | legjobb debütálás (brit forgatókönyvíró, filmrendező vagy producer) – Mark Crowdy | Jelölve  |
| 58. Golden Globe-gála  | Golden Globe-díj | legjobb női főszereplő vígjátékban vagy musicalben – Brenda Blethyn               | Jelölve  |
| Sundance Filmfesztivál | Közönségdíj      | Közönségdíj                                                                       | Elnyerte |